# Wenzhou
Wenzhou, tidigare romaniserat Wenchow, är en stad på prefekturnivå i Zhejiang-provinseni östra Kina. Den ligger omkring 270 kilometer söder om provinshuvudstaden Hangzhou vid provinsena södra kust mot Östkinesiska havet. Med sina 643 674 invånare i centralorten vid folkräkningen år 2000 är den provinsens tredje största ort, efter Hangzhou och Ningbo. Med totalt 7,6 miljoner invånare samma år är den dock provinsens folkrikaste stad på prefekturnivå. Storstadsområdet gränsar till Fujianprovinsen i söder.

## Historia
Orten öppnades som fördragshamn för utrikeshandel 1877 enligt ett fördrag mellan Kina och Storbritannien.

## Religion
På grund av sin stora kristna befolkning (en åttondel av stadens totala befolkning) är orten känd som "Kinas Jerusalem".

## Administrativ indelning
Wenzhous stadsprefektur administrerar tre stadsdistrikt, två städer på häradsnivå samt sex häraden.
| Område               | Kinesiska (Hanzi) | Areal (km²) | Invånarantal 1 november 2000 |
| Stadsdistrikt        |                   |             |                              |
| -------------------- | ----------------- | ----------- | ---------------------------- |
| Longwan              | 龙湾              | 279         | 204 935                      |
| Lucheng              | 鹿城              | 294         | 875 006                      |
| Ouhai                | 瓯海              | 615         | 835 607                      |
| Städer på häradsnivå |                   |             |                              |
| Rui'an               | 瑞安              | 1 278       | 1 207 788                    |
| Yueqing              | 乐清              | 1 174       | 1 162 765                    |
| Häraden              |                   |             |                              |
| Cangnan              | 苍南              | 1 272       | 1 167 589                    |
| Dongtou              | 洞头              | 100         | 96 435                       |
| Pingyang             | 平阳              | 1 042       | 740 448                      |
| Taishun              | 泰顺              | 1 762       | 279 799                      |
| Wencheng             | 文成              | 1 294       | 264 878                      |
| Yongjia              | 永嘉              | 2 674       | 722 390                      |
| TOTALT               |                   | 11 784      | 7 557 640                    |

Wenzhous tre stadsdistrikt, som täcker stadens huvudsakliga storstadsområde, hade totalt 1 915 548 invånare år 2000, på en yta av 1 188 kvadratkilometer.

### Orter
Staden administrerar inte enbart Wenzhou med närmaste omgivning, utan omfattar även ett antal andra stora och medelstora orter. Centrala Wenzhou är indelad i arton gatuområden (jiedao) med totalt 643 674 invånare år 2000.

#### Orter med över 100000 invånare
| Ort         | Invånarantal 1 november 2000 |
| ----------- | ---------------------------- |
| Wenzhou     | 643 674                      |
| Longgang    | 272 298                      |
| Anyang      | 260 701                      |
| Tangxia     | 233 153                      |
| Lingxi      | 221 908                      |
| Yuecheng    | 175 800                      |
| Yongzhong   | 161 444                      |
| Liushi      | 161 295                      |
| Aojiang     | 148 862                      |
| Oubei       | 125 298                      |
| Hongqiao    | 124 876                      |
| Wuyan       | 122 337                      |
| Shuangyu    | 120 372                      |
| Beibaixiang | 118 597                      |
| Xincheng    | 109 170                      |
| Kunyang     | 101 832                      |

## Klimat
Genomsnittlig årsnederbörd är 2 185 millimeter. Den regnigaste månaden är juni, med i genomsnitt 294 mm nederbörd, och den torraste är januari, med 75 mm nederbörd.

## Kända personer från Wenzhou
- Sui He (född 1989), fotomodell och skådespelare